# Pitcairnia semaphora
Pitcairnia semaphora är en gräsväxtart som beskrevs av Lyman Bradford Smith. Pitcairnia semaphora ingår i släktet Pitcairnia och familjen Bromeliaceae.
Artens utbredningsområde är Colombia. Inga underarter finns listade i Catalogue of Life.